# ایوان کریوشینکو
ایوان کریوشینکو (انگلیسی: Ivan Kryvosheyenko؛ زادهٔ ۱۱ مهٔ ۱۹۸۴) بازیکن فوتبال اهل اوکراین است.
از باشگاه‌هایی که در آن بازی کرده‌است می‌توان به باشگاه فوتبال متالورگ-۲ دونتسک، باشگاه فوتبال ماریوپول، باشگاه فوتبال متالورگ دونتسک، و باشگاه فوتبال فورسکلا پولتاوا اشاره کرد.
وی همچنین در تیم ملی فوتبال زیر ۲۱ سال اوکراین بازی کرده‌است.